# 微軟新接龍
新接龍（FreeCell），是一款紙牌遊戲，主要運行於Microsoft Windows系統中。與新接龍具有相同的名稱。
游戏最早是1991年发布的《微软娱乐包2》中的游戏之一，后又作为演示程序被捆绑到了可以让32位应用在16位的Windows 3.1系统上运行的扩展包Win32s中，用于测试32位Windows API。随后在Windows NT 3.1开始预装在操作系统中。在Windows 8和Windows 8.1中，該遊戲包含於Microsoft Solitaire Collection中，並不再隨附於Windows 8和Windows 8.1，而是在Windows Store上提供下載，在Windows 10新接龍隨附於Microsoft Solitaire Collection。

## 開發
1978年，保羅・阿里菲爾（Paul Alfille）為柏拉圖系統開發出新接龍遊戲。在1980年初，控制資料公司發表了曾經在柏拉圖系統出現的遊戲，其中就包括新接龍。當時就讀阿爾伯塔大學的吉姆·霍納（Jim Horne）對新接龍頗為著迷，於是在1988年發表了DOS彩色圖形版的新接龍，並以$10美元的共享軟體形式出售。同年，吉姆·霍納進入微軟上班，並在Microsoft Windows的開發過程中導入該遊戲。
Windows版的遊戲首先在微軟娛樂包2出現，之後又出現在「微軟最佳娛樂包」之中。隨後又作為演示應用程序整合於在Win32s中，用以測試32位元的thunk層能於16位的Windows 3.1運作正常。直到Windows 95內嵌︁微軟新接龍以前，這個遊戲的存在感一直很模糊。到了Windows XP時，遊戲增加至1,000,000關。到了Windows 8的Microsoft Solitaire Collection時增加至9,999,999關。

## 版本
當今的︁微軟作業系統皆有附有新接龍。在Windows Vista以前，撤回移動等玩家輔助功能受到一定的限制。在Windows Vista以後，新接龍都會有下一步的提示，無限次撤回移動、重新開始遊戲等選項與功能。此外，部份功能也被刪除，比如用於以閃爍警告玩家已經快失敗的提示。在Windows 8和Windows 8.1中，該遊戲包含於Microsoft Solitaire Collection中，並不再隨附於Windows 8和Windows 8.1，而是在Windows Store上提供下載，在Windows 10新接龍隨附於Microsoft Solitaire Collection。

## 規則
標準52張撲克牌洗牌分別後皆以翻開顯示排列成8欄，其中4欄7張紙牌，其餘4欄6張紙牌。右上角4個本位欄框、左上角4個自由儲存區(Freecell)供放牌。只要將所有的牌移動到本位欄框中即獲勝。移動紙牌的規則如下：
- 各欄最底端的紙牌可移到自由儲存區、或另一欄的最底端。每個自由儲存區只能放1張牌。
- 將紙牌移動到某一欄最底端時，必須小於該欄原先底端牌1點，且顏色相反（即黑、紅兩種顏色）。
- 將紙牌移至本位欄框時，必須相同花色，將牌按照從低（A）到高（K）的順序移動。

## 無解牌局
尽管Windows游戏帮助文档中声称“所有的牌局最终都可解开”，但实际上有少数牌局是无法破解的。
Windows 98的新接龍共有32,000關，其中牌局#11982是無法破解的，但存在利用程序缺陷而通过的方法。另外也有兩個隱藏關卡，分別是牌局#-1、#-2，同樣也無法破解。Windows XP版本共有1,000,000關，其中有牌局#146692、#186216、#455889、#495505、#512118、#517776、#781948是無法破解的。Windows Vista增加兩個隱藏關卡，分別是牌局#-3、#-4，為必勝關卡。到了Windows 8的Microsoft Solitaire Collection時增加至9,999,999關。
新接龍還保留一種類似作弊程式的破解方法，同時按住鍵盤上的Ctrl-Shift-F10，出現視窗後按下視窗中的“中止”鈕再來只要再移動任意一張牌就可過關，按“重試”則移動任何一步都會顯示“本局結束”（输了）；然而此密技在Windows Vista版中被移除了。